# Lorraine-Dietrich Type EIB
Der Lorraine-Dietrich Type EIB ist ein Lkw-Modell der 1900er Jahre. Hersteller war Lorraine-Dietrich in Frankreich.

## Beschreibung
Das Modell stand von 1907 bis 1908 im Sortiment. Zur gleichen Zeit gab es mit dem Type EOB einen wesentlich stärker motorisierten Lkw.
Der Motor basiert auf jenem des Type EI. Er entstand nach einer Lizenz von Turcat-Méry. Er ist ein Vierzylinder-Reihenmotor. Er ist als L-Kopf-Motor mit SV-Ventilsteuerung ausgeführt. Jeweils zwei Zylinder sind paarweise zusammengegossen. 104 mm Bohrung und ein verlängerter Hub von 160 mm ergeben 5437 cm³ Hubraum. Der Motor war damals in Frankreich steuerlich mit 20 CV eingestuft und wurde auch 20 CV genannt.
Der Motor ist vorn längs im Fahrgestell eingebaut. Er treibt über ein Vierganggetriebe und Ketten die Hinterräder an. Die Bremse wirkt zeittypisch nur auf die Hinterachse.
Die Nutzlast beträgt 3000 kg und die zulässige Gesamtmasse 7400 kg.